# Кис
KISS пренасочва насам.  За принципа „Keep it simple, stupid“ вижте Принцип KISS.
„Кис“ (на английски: Kiss, често изписвано като KISS) е рок група, създадена в Ню Йорк през 1973 г.
Бандата е сред най-успешните в популярната музика, известни най-вече със сценичния си вид и концертни представления. Лицата на четиримата членове основатели – Пол Стенли (вокали и ритъм китара), Джийн Симънс (вокали и бас китара), Ейс Фрели (водеща китара и вокали) и Питър Крис (барабани, перкусия и вокали) са изцяло покрити с грим, превъплъщаващи различни измислени персонажи, допълнени от сценично облекло – вериги, кожи, шипове, обувки с високи токове и др.
Популярността на Кис се дължи предимно на шумна реклама, видеоклипове, различни мърчендайз стоки (играчки, комикси и анимации с техния образ) и концерти, разчитащи на масивно шоу. От 1975 г. поклонниците на групата изграждат движение, съпътстващо ги при концертните изяви, наречено „Армията на Кис“ (Kiss Army) – младежи до 20-годишна възраст, които имитират външния вид на любимия си състав.
Най-голяма популярност „Кис“ имат през 1970-те години, въпреки че бандата не постига успех в музикалните класации (най-високо място №7 за песента „Beth“ от 1976 г.) В края на десетилетието нагаждат стила си към новата „диско“ вълна и издават концептуален албум. Началото на 1980-те бележат с изменение на състава: уволняват Крис, заради проблеми с наркотиците. Фрели напуска заради солова кариера. През 1983 г. съставът маха „маските“ си и се включва към известния по това време жанр „глем метъл“, което води и до спад в популярността им. През 1990-те години Кис са готови да запишат гръндж повлиян албум, но 1995 г. се осъществява реюниън на бандата с Фрели и Крис, за епизод от акустичните концерти „MTV Unplugged“. Новите промени водят до турне в оригиналния състав и връщане на тежкия грим. Въпреки успеха, Фрели и Крис отново напускат групата и са заменени съответно от Ерик Сингър и Томи Тайър. Групата продължава да се подвизава с грим, а Стенли и Симънс остават единствените постоянни членове.
Кис има 25 златни албума към днешна дата и е продала повече от 40 милиона албума в САЩ и повече от 100 милиона в цял свят. Класирани са на 10-о място в класацията на VH1 „100 най-велики рок музиканти“ и на 9-о в класацията на MTV „Най-великите метъл групи“. На 10 април 2014 г. Кис са включени в Рокендрол залата на славата.

## История

### Ранни години(1973 – 1975)
Корените на Кис се зараждат в нюйоркската рок енд рол група Wicked Lester, която през януари 1973 г. се разформирова в Кис. Започват да използват силен грим, подобен на този от японският театър, зад който крият лицата си. Маските на състава са запазена марка и дори са регистрирани в патентното ведомство на САЩ.
С гримовете и костюмите си те се превъплъщават в комикс героите „Starchild“ (Звездно дете) – Стенли, „The Demon“ (Демонът) – Симънс, „Spaceman/Space Ace“ (Космическият човек) – Фрели и „Catman“ (Човекът-котка) – Крис. Групата обяснява, че феновете са тези, които са избрали маските им. Пол Стенли става Звездното дете заради определенията, че се влюбва с един поглед и е безнадежден романтик. „Демонът“ Симънс получава заради циничното си и черно чувство за хумор, както и заради страстта си към комикси. „Космическият човек“ отразява интереса на Фрели към научната фантастика и защото „е от друга планета“. Гримът на Котката на Питър Крис е свързан с вярването още от детството му в Бруклин, че има седем живота.
Благодарение на невероятните концерти през средата на 1970-те, групата бързо трупа популярност в САЩ и по света. Критиците не са благосклонни към проявите им, но младежите, рисувайки лицата си с грим, пълнят стадионите. Кис е групата, която въвежда рок концертите по стадиони. Славата им стига дотам, че през 1978 г. най-търсените играчки на пазара в САЩ са куклите „STAR WARS“ и артикулите с марка „Kiss“.
Фрели създава емблематичното лого, като прави „SS“ като мълния, когато той написва новото име на групата над Wicked Lester на плакат извън клуба, където ще свири. Стенли проектира логото и случайно слага несвързано две S, защото го прави „на око“. Художественият отдел го пита дали иска да бъде преработено, за да бъде съвършено, но той казва: „Отне ни толкова много, да станем достатъчно добри и сами. Нашето правило номер едно винаги е било никакво“.
Руническите букви изглеждат подобно на нацистките SS, символ, който е забранен в Германия от наказателния кодекс. От 1979 г. повечето от албумите и стоките на групата в Германия използват алтернативно лого, в което буквите „SS“ изглеждат като обърнати „ZZ“. Това лого се използва и в Австрия, Швейцария, Полша, Литва, Унгария и Израел, за да се избегнат противоречия.
Името на групата многократно е било обект на слухове, относно предполагаеми скрити значения. Сред тези слухове се твърди, че името е съкращение от „Knights in Satan's Service“ (Рицари в служба на Сатаната), „Kinder SS“ или „Kids in Satan's Service“. Симънс отрича всички тези твърдения.
Първото изпълнение на Кис е на 30 януари 1973 г. пред трима зрители в клуб „Popcorn“ в Куинс. За първите три концерта, от 30 януари до 1 февруари, те не носят грим. Иконичните дизайни на грима, свързан с Кис, правят своя дебют по време на 9 – 10 март в „The Daisy“ в Амитивил, Ню Йорк. На 13 март същата година групата записва пет-песенна демо лента с продуцента Еди Креймър. Бившият телевизионен режисьор Бил Аукоин, който е видял групата на шепа концерти през лятото на 1973 г., предлага да им стане мениджър в средата на октомври. Кис са съгласни, при условие, че той ще подпише групата със звукозаписна компания в рамките на две седмици. На 1 ноември 1973 г. Кис става първата група, подписана от бившия тийн певец и изпълнителен директор на Buddah Records на Нийл Богарт, Casablanca Records.
Групата влиза в „Bell Sound Studios“ в Ню Йорк на 10 октомври 1973 г., за да започне записването на първия си албум. На 31 декември групата има официална премиера в Музикалната академия в Ню Йорк, откривайки за Blue Öyster Cult.
Първото турне на Кис започва на 5 февруари 1974 г. в Едмънтън, Албърта, Канада. Дебютният албум на бандата – „Kiss“ е издаден на 8 февруари. Те популяризират албума силно през пролетта и лятото на 1974 г. На 19 февруари групата изпълнява „Nothin 'to Lose“, „Firehouse“ и „Black Diamond“. На концерта на ABC, излъчен на 29 март, е първата им телевизионна поява. На 29 април групата представя „Firehouse“ в шоуто на Майк Дъглас. Това предаване включва първото телевизионно интервю на Симънс, разговор с Майк Дъглас, в който Симънс се обявява за „зъл въплътен“, предизвиквайки неприятни реакции от обърканата студийна аудитория.
Независимо от публичността и постоянните концерти, Кис първоначално продава само 75 000 копия от албума. Междувременно групата и Casablanca Records бързо губят пари. През август 1974 г. бандата спира в Лос Анджелис, за да започне записването на втория си албум „Hotter Than Hell“, издаден на 22 октомври 1974 г. Единственият сингъл от него е „Let Me Go, Rock 'n' Roll“, а албумът дебютира под номер 100.
С „Hotter Than Hell“, те бързо отпадат от класациите, Кис прекратява турнето си, за да запише нов албум. Шефът на лейбъла – Богарт започва да продуцира следващия албум, заменяйки мрачния, изкривен звук на „Hotter Than Hell“ с по-чист и леко по-пищен звук. „Dressed to Kill“ е пуснат на 19 март 1975 г., и се справя малко по-добре с търговската си дейност, отколкото „Hotter Than Hell“. Той съдържа и това, което по-късно става от ключовите концертни песни на групата, „Rock and Roll All Nite“.
Въпреки че албумите на Кис не се оказват големи успехи, групата бързо спечелва добра репутация за своите изпълнения на живо. Те включват например Симънс, който плюе „кръв“ (ефект, направен главно от суров яйчен белтък, сироп от ягоди и оцветяване с червени храни) и „дишащ огън“ (изгаряне на запалима течност при факла) (светлинни и димни бомби, поставени вътре в китарата), повдигащия се барабан на Крис, който излъчва искри, смачкването на китарата в стил Таунсленд и пиротехниката по време на шоуто.
До средата на 1975 г. Casablanca почти е обявен в несъстоятелност, а Кис е в опасност да загуби своя договор. И двете страни отчаяно се нуждаят от търговски пробив, ако искат да оцелеят. Този пробив идва под невероятна форма: „двоен концертен“ албум.

### Възход(1975 – 1978)
Кис иска да изрази вълнението, което е с тях на техните концерти, с първия си албум на живо. Компилацията от концертите май-юли в Детройт, Кливланд и Уилдууд, Ню Джърси е издаден на 10 септември 1975 г., „Alive!“. Той постига златен статус и вкарва първата песен на групата в 40-те сингли – концерна версия на „Rock and Roll All Nite“. Това е първата версия на песента с китарно соло и този запис се превръща в най-известната версия. Също така е в основата на повечето кавъри, като този на Poison от 1987 г. През последните години групата признава, че към албума е добавен допълнителен шум от феновете, както и избрани китарни и вокални части, не за да заблуждават феновете, а за да се добави повече „вълнение и реализъм“ към записа.
Успехът на „Alive!“ не само довежда до пробива на Кис, който те търсят, но спасява и Casablanca Records, които са близо до банкрут. След този успех, Кис се сдружава с продуцента Боб Езрин, който преди това е работил с Алис Купър. Резултатът е „Destroyer“ (издаден на 15 март 1976 г.), най-музикално амбициозния студиен албум на Кис дотогава. Той е отклонение от суровия звук на първите три студийни албума. Обложката е нарисувана от Кен Кели, който рисува Тарзан и Конан Варварина, а също и за албуми на Rainbow и Manowar. Докато албумът се продава добре и първоначално става вторият златен албум на групата, той бързо пада надолу по класациите. Едва когато баладата „Beth“ започва да получава повече ефир по радиото, продажбите на албума се възвръщат. „Beth“ достига своя връх под номер 7 на Billboard Hot 100 и успехът ѝ води до увеличаване на продажбите както на албума (който постига платинен статус до края на 1976 г.), така и на билетите за концерти.
През октомври 1976 г. Кис се появява в „The Paul Lynde Halloween Special“. Шоуто, съ-продуцирано от Бил Аукоин, помага да се покаже Кис на още по-широка аудитория. Групата е предмет на кратко комедийно „интервю“, проведено от Пол Линд.
Два повече успешни студийни албуми са издадени за по-малко от година: „Rock and Roll Over“ (11 ноември 1976 г.) и „Love Gun“ (30 юни 1977 г.). Вторият концертен албум „Alive II“ е пуснат на 14 октомври 1977 г. Всичките три албума са сертифицирани като платинени скоро след излизането им. Между 1976 и 1978 г. Кис получава 17,7 милиона долара от авторски и музикални права. В анкета през 1977 г., Кис е определена като най-популярната група в Америка. В Япония Кис провежда пет концерта в зала „Будокан“ в Токио, като разбива предишния рекорд от четири на Бийтълс.
През май 1977 г. Кис прави първото си от много комични проявления в Howard the Duck, публикувана от Марвел Комикс. Това служи като предшественик на много повече комикси, свързани с Кис, първоначално публикувани от Марвел.
Първият сборен албум на Кис, „Double Platinum“, е издаден на 2 април 1978 г. Този двоен албум включва много ремиксирани версии на техните хитове, както и „Strutter '78“, презаписана версия на песен от първия албум на групата. По искане на Богарт тази версия на песента има диско влияние.
През този период стоките с марка Кис стават значителен източник на доходи за групата. Някои от издадените продукти включват комикси, издадени от Марвел (първият от които съдържа мастило, смесено с действителна кръв от групата), пинбол, кукли, комплекти „Kiss your Face Makeup“, маски за Хелоуин, игри, кутии за обяд, карти и много други мемоари. Членството в „Kiss Army“, фен клуб на групата е в шест степени. Между 1977 г. и 1979 г. световните продажби на стоки (в магазини и на турне) достигат приблизително 100 млн. долара.

### Соло проекти(1978)
Групата, заедно с мениджъра Аукоин, се опитва да стигне до следващото ниво на популярност. За тази цел за 1978 г. е разработена амбициозна стратегия в две насоки.
Първата част включва едновременното издаване на четири солови албума от членовете на Кис. Въпреки че те твърдят, че соловите албуми са предназначени да облекчат нарастващото напрежение в групата, договорът им от 1976 г. всъщност изисква четири солови записа, като всеки от тях се брои като половин албум към вече петте за групата. Всеки албум е самостоятелно усилие (никой от групата не се е появил в албума на друг) и всички са пуснати на пазара като албуми на Кис (със сходно покритие и постери). За първи път всички съвременни членове на рок група пускат солови албуми в един и същ ден.
За членовете на групата има шанс да покажат индивидуалните си музикални стилове и вкусове извън Кис, а в някои случаи да си сътрудничат със съвременни музиканти. Албумите на Стенли и Фрели са най-близки до хардрок стила на Кис, докато албумът на Крис включва R&B с множество балади. Симънс е най-креативен от четиримата, с хардрок, балади, поп-повлиян Бийтълс и кавър на „When You Wish upon a Star“ от филма „Пинокио“ на Дисни. Някои от сътрудниците на Симънс са Джо Пери от Aerosmith, Рик Нилсен от Cheap Trick, Джена Рейди, Дона Самър, Боб Сийгър, Кейти Сегал и тогавашната му приятелка Шер.
Соловите албуми излизат на 18 септември 1978 г. Casablanca похарчва $ 2.5 млн. за маркетингова кампания за албумите и съобщава, че изпраща пет милиона копия, гарантиращи платинен статус. Всичките четири солови албума влизат в Топ 50 на Billboard. Всички албуми се продават в толкова копия, колкото „Love Gun“ сам. От четирите, албумът на Фрели е най-успешният и създава единственият хитов сингъл – „New York Groove“.
Втората част на плана за Кис е, че Аукоин моли групата да се появи във филм, който ще заздрави образа им като супергерои с по-голям живот от рокендрола. Заснемането започва през пролетта на 1978 г. Въпреки че проектът е предложен на групата като кръстоска между „A Hard Day's Night“ и „Междузвездни войни“, крайният резултат съвсем не достига тези очаквания. Сценарият преминава през редица поправки, а групата (особено Крис и Фрели) става все по-разочарована от процеса на създаване на филма.
Крайният продукт – „Kiss Meets the Phantom of the Park“ е излъчен премиерно по NBC на 28 октомври 1978 г. Въпреки коварните ревюта, той е един от най-гледаните телевизионни филми на годината. През 1979 г. е издаден на кино, след много промени, извън САЩ, под името „Attack of the Phantoms“. Членовете на групата не са доволни от завършения филм, и ще говорят за техния филмов опит в по-късни интервюта със смесица от хумористични смущения и съжаления. Те смятат, че филмът ги изобразява повече като клоуни, отколкото като супергерои. Артистичният неуспех на филма води до разрив между групата и Аукоин. Той е спорадично достъпен за домашно видео. Понастоящем версия на филма е на разположение в компилацията „Kissology Volume Two: 1978–1991“.

### Последни години с грим(1979 – 1983)
Поредният албум на Кис – „Dynasty“ е издаден на 22 май 1979 г., продължил платинената поредица. Диско-напомнящата песен „I Was Made for Lovin' You“ става един от най-големите хитове на бандата, достигайки № 11. Барабанистът Антон Фиг записва почти целите барабани за албума, докато Крис се възстанови от автомобилна катастрофа. Единствената песен, която включва барабани на Крис, е „Dirty Livin“.
Записано като „The Return of Kiss“, от турнето се очаква да се надграждат успехите на предишните турнета. Изготвени са планове за тематичен пътешестващ увеселителен парк Кис, наречен „Kiss World“, но това е отменено, поради огромните разходи, свързани с осъществяването му, все пак „The Return of Kiss“ отбелязва значителен спад в посещаемостта.
Тълпите на това турне са много по-млади от предходните, като много от децата, заедно с майките и бащите си носят грим на концертите. Самите Кис не правят нищо, за да разубедят тази нова фенска маса, обличайки се с колоритни костюми, които подсилват анимационния образ за тези малки фенове.
До края на турнето през декември 1979 г., напрежението между Крис и останалата част от групата е на най-високото си ниво. Неговите барабанистични умения са се понижили и той дори умишлено забавя или спира да свири по време на концерти. Последното шоу от турнето (16 декември 1979 г.) е последният път, когато Крис се представя с групата за почти 17 години, въпреки че остава официален член за още шест месеца.
Фиг също свири всички барабани за следващия албум „Unmasked“, макар че той не е кредитиран, а Крис е на обложката. Представен е един съвременен поп звук, а албумът е издаден на 20 май 1980 г. Скоро след това, официално е обявено напускането на Крис.
Фиг се счита за член на Кис само за един ден след заминаването на Крис. Той е уволнен от Стенли и Симънс, които смятат, че не е подходящ за бандата.
Групата пробва десетки заместители на Крис през юни 1980 г. Един от многото, които се явяват на прослушването, е Тико Торес (който по-късно отива при Бон Джоуви). Те най-накрая се спират на малко известен барабанист-китарист-пианист-клавирист-певец от Бруклин на име Пол Чарлз Каравело (роден на 12 юли 1950 г.), който приема сценичното име Ерик Кар. Първият му грим е направен по модел на ястреб, макар че после е отхвърлен, тъй като Стенли смята, че прилича на пиле. Кар, в крайна сметка се спира на лисиче лице. Той дебютира с групата на 25 юли 1980 г. в концертната зала „Паладиум“ в Ню Йорк. Това е единствен американски концерт на Кис в подкрепа на „Unmasked“. Турнето на групата през 1980 г. в Австралия и Нова Зеландия е едно от най-големите в тяхната история, тъй като те разпродават всичко и получават изключително положително отразяване в пресата.
За следващия си албум, групата отново работи с продуцента Езрин, с когото Кис прави успешният „Destroyer“. Ранните пресконференции показват, че новият албум ще бъде връщане към твърдия рок стил, който първоначално носи успеха на групата. „Music from "The Elder"“ обаче е концептуален албум, включващ средновековна музика, струни, арфи и синтезатори.
Албумът е представен като саундтрак на филм, който никога не е направен, което затруднява следенето на сюжета. За да направят нещата още по-лоши, след като получават отрицателна оценка за албума, Кис променя подредбата на песните в повечето страни, за да подчертае потенциалните сингли „The Oath“ и „World Without Heroes“, които гарантират невъзможността слушателите да разберат вече претъпкания сюжет. Албумът не успява да постигне златен статус и достига като свой връх номер 75 в Billboard.
Групата прави само два концерта в подкрепа на новия албум през януари 1982 г. Единия е на представление по ABC в късно-вечерното предаване „Fridays“, а втория е изпълнена по сателит по време на италианския Музикален фестивал „Санремо“.
Липсва Фрели, който все повече се разочарова от новата музикална посока на Кис. Недоволен от решението на бандата да запише „Music from „The Elder““, той не участва активно в създаването на албума, а само изпълнява вокалите в една песен – „Dark Light“. Той не се появява и на специален концерт в „Studio 54“ в Ню Йорк, оставяйки Кис да се представи като трио. Записва китарните си части в домашното си студио в Уилтън, Кънектикът и ги изпраща на Езрин. Друг източник на чувство на неудовлетвореност за Фрели е, че с напускането на Крис, и не равноправния член Кар, той често е бил превъзхождан от 2 към 1 по отношение на груповите решения. През юни 1982 г. напускането на Фрели от групата е договорено, въпреки че той официално не напуска до декември и остава бизнес партньор със Симънс и Стенли до 1985 г.
Симънс заявява в автобиографията си „Kiss and Make-Up“, че Еди Ван Хален иска да замести Фрейли. Симънс и братът на Еди, Алекс, убеждават Еди да остане във Van Halen. Еди се опитва да разпадне своята група, заради напрежението с певеца Дейвид Лий Рот, който напуска скоро след това. Други известни музиканти, които са прослушвани от групата, са Пънки Медоус от Angel, Дъг Олдрич от Whitesnake и Dio, Ричи Самбора от Бон Джоуви и Ингви Малмстийн.
Скоро след това Кис прави важни промени в бизнеса си – главната от тях е скъсването на връзките с мениджъра си Бил Аукоин. Въпреки че Фрели вече е решил да напусне групата, той е изобразен на обложките на „Killers“ и „Creatures of the Night“, въпреки че той не участва в записа на нито един албум от тях.
„Creatures of the Night“ (13 октомври 1982 г.) е най-тежкият албум на Кис до този момент и въпреки че е по-добър от „Music from „The Elder““, той достига едва 45-о място и не е сертифициран като златен до 1994 г. При отсъствието на Фрейли, Кис използва редица китаристи за записването на албума, включително Вини Винсънт (роден на 6 август 1952 г. като Винсънт Джон Кусано).
Последното появяване на Фрели заедно с групата (до събирането през 1996 г.) е в музикалното видео на сингъла „I Love It Loud“, на който е съавтор Винсънт. Фрели също присъства на обложката на албума. Винсънт официално заменя Фрели като соло китарист през декември 1982 г., когато групата започва турнето за 10-а годишнина.
Винсънт първоначално иска да използва името си в бандата, но това е отхвърлено от Симънс, на основание, че звучи „твърде етнически“. По-конкретно, според Симънс „звучи като продавач на плодове“. Симънс отбелязва, че „справедливо или несправедливо, рокендрола е за имидж“. Винсънт след това предлага името „Мик Фури“, но и това също не е харесано. По-късно Симънс предлага промяна на името на „Вини Винсънт“. Винсънт започва активно да се опитва да се присъедини към Кис като пълноправен член. Независимо от опасенията, че Симънс и Стенли се държат за личността си, Винсънт е вкаран в групата. Стенли проектира герой „The Wiz“, известен също като „Египетският воин“, и грим, центриран около египетски анкх, за Винсънт. Според официалната биография на Кис, написана от Дейвид Лийф и Кен Шарп, „Египетският воин на Анкх“ се отнася за грим и персоната на Винсънт, а псевдонима „The Wiz“ се отнася до неговата виртуозност като китарист. Според автобиографията на Симънс „Kiss and Make-Up“, космическият човек на Винсънт е само „The Wiz“. Личността като „Воинът на Анкх“ или подобна не се споменава изобщо в книгата.
От 1982 до 1983 г. новият състав на Кис е: Симънс (демона), Стенли (звездното дете), Ерик Кар (лисицата) и Винсънт (Египетският Анкх воин или Уиз).
Характерът на Винсънт не пасва нито на Стенли, нито на Симънс, а в края на турнето той е уволнен от Кис. Той е нает отново, преди записите за „Lick It Up“, защото Симънс и Стенли не успяват да намерят нов китарист за такъв кратък срок. Винсънт се появява на обложката на „Lick It Up“ и е кредитиран като соло китарист. Той получава писмено признание за осем от десетте песни в албума. „Fits Like a Glove“ и „Dance All Over Your Face“ са написани единствено от Симънс.
Проблемите отново възникват и Винсънт е уволнен след турнето, което се дължи и на отчасти на прекомерното китарно соло на концерт през 1984 г. в Квебек. Той е заменен от Марк Сент Джон (рождено име Марк Нортън). Работата на Винсънт върху „Creatures of the Night“ не е официално призната, докато албумът не е ремастериран през 1997 г.
Винсънт по-късно е използван от Кис като композитор на албума „Revenge“ от 1992 г., допринасящ за песните „Unholy“, „Tough Love“, „Heart of Chrome“ и „I Just Wanna“. Не след дълго, Винсънт излиза отново със Симънс и Стенли за трети път и отново скъсват музикалните си връзки.
Продължителни слухове се разпространяват от години сред феновете на Кис по отношение на истинската причина за уволненията на Винсънт. Симънс заявява в интервю, няколко години по-късно, че уволнението на Винсънт е за „неетично поведение“, но той не конкретизира:
„Назовах Винсънт Кусано, „Вини Винсънт“. Това е единственият подарък, който му позволих. Интересно е, че Вини не е променил името си на Вини Кусано. Вини, заради албума, беше уволнен за неетично поведение, не поради липса на талант. Човекът е много талантлив. Той беше неетичен. И беше уволнен“.

### Без маски(1983 – 1996)
Усещайки, че е време за промяна, Кис решава да се откаже от грима и костюмите си. Групата официално се появява на публиката без грим за първи път на 18 септември 1983 г. по MTV, което съвпада с издаването на „Lick It Up“. Турнето за популяризиране на новия албум и немаскираните членове на групата започва в Лисабон, Португалия на 11 октомври 1983 г. в „Pavilhão Dramático de Cascais“ – първия им концерт без грим от началото на 1973 г. „Lick It Up“ става първият златен албум на Кис от три години, но турнето е още по-рядко посетено от предишното. Винсънт напуска групата след края на турнето през март 1984 г. Заместникът му е Марк Сент Джон, сесиен китарист и учител по китара.
Със Сент Джон, Кис пуска албума „Animalize“ на 13 септември 1984 г. „Animalize“ последва успеха на „Lick It Up“ и отчасти поради последователното пускане по MTV на видеото „Heaven's on Fire“, „Animalize“ е най-продаваният албум на групата в Америка през десетилетието, с над 2 милиона продадени албума. С успеха на албума и последвалото турне, Кис отново възстановява част от своята по-ранна слава (макар и не на нивото на своя разцвет – 1970-те). Сент Джон обаче, има артрит по време на репетициите и турнетата и само изпълнява на шепа шоута. Той е освободен от задълженията си от Кис през декември 1984 г. и е заменен от Кулик (роден на 12 декември 1953 г. в Бруклин). Кулик е четвъртият соло китарист на Кис за по-малко от три години, но остава в групата 12 години. Той е един от най-дълго-свирилите членове на групата, с най-голяма продължителност на всеки друг освен Симънс и Стенли, но никога не е носил емблематичния грим на групата.
Един от първите концерти, на които Кулик свири, е в зала „Кобо“ в Детройт. Той е заснет за специалния „MTV Animalize Live“. Той е по-късно пуснат като първият видеоклип на групата, („Animalize Live Uncensored“).
Съставът Стенли, Симънс, Кар и Кулик се оказва по-стабилен от оригиналния, а през останалата част на 1980-те години, Кис пуска серия от платинени албуми: „Asylum“ (1985), „Crazy Nights“ (1987) и компилацията „Smashes, Thrashes & Hits“ (1988). „Crazy Nights“, по-специално, е един от най-успешните албуми на Кис извън Америка. Сингълът „Crazy Crazy Nights“ достига номер 4 в класацията на синглите в Обединеното кралство, най-високия им каталог в страната.
Кис завършва десетилетието с издаването през октомври 1989 г. на „Hot in the Shade“. Въпреки че албумът не успява да постигне платинен статус, той включва хитовата балада „Forever“, съавтор на която е Майкъл Болтън.
През това време, Кис се бори със своята идентичност и фен маса. Симънс, който по всяка вероятност е движещата сила в Кис през 1970-те години на миналия век, става по-малко ангажиран с групата през 1980-те, който има вече други интереси, най-вече за филмова кариера. Поради това Стенли играе все по-важна роля.
През февруари 1991 г. групата решава отново да подпише с Езрин, за да продуцира следващия им албум. Преди записването да започне сериозно обаче, се случва трагедия. През март 1991 г. е установено, че Ерик Кар има тумор в сърцето си. Той е успешно премахнат през следващия месец, но в дробовете му скоро са открити повече тумори. Кар получава химиотерапия и през юли е обявен за излекуван от рак. Въпреки това, през септември той претърпява първи от двата си мозъчни кръвоизливи. Кар почива на 24 ноември 1991 г. на 41-годишна възраст. По една случайност, в този ден умира и фронтменът на Queen Фреди Меркюри.
Въпреки трагичната загуба на дългогодишен колега, Кис продължава с барабаниста Ерик Сингър (роден Ерик Дойл Мензингер на 12 май 1958 г. в Кливланд, щата Охайо). Сингър е свирил преди това с Пол Стенли, като част от подкрепяща група на Стенли по време на соло турне през 1989 г. Сингър също свири с Black Sabbath, Гари Мур, Лита Форд, Badlands и Алис Купър.
Kiss издава „Revenge“ на 19 май 1992 г. Той включва по-твърд звук, както е посочено от първия сингъл „Unholy“. В изненадващ ход, Кис се обръща към Винсънт, за да им помогне с текстовете. Албумът дебютира в Топ 10 и е златен. Кис излиза на кратко клубно турне в САЩ през пролетта на 1992 г., преди да започне турне в Америка през септември 1992 г. Турнето е документирано в албума „Alive III“, издаден на 14 май 1993 г. Четири дни по-късно, Кис са въведени в Холивудската „RockWalk“.
През този период носталгията на Кис започва да се увеличава. През юни 1994 г. излиза сборният „Kiss My Ass: Classic Kiss Regrooved“, включващ популярни музиканти по това време, които пускат свои собствени версии на песни от Кис. Резултатът е еклектричен микс, включващ фънк вариант на „Deuce“ (със Стиви Уондър на хармоника), ска пънк версия на „Detroit Rock City“ от Mighty Mighty Bosstones и Garth Brooks.
През 1995 г. групата издава книгата „Kisstory“, 440-страници, 4.1 кг, подробна хроника от историята на групата дотогава. През същата година, групата се включва в уникалната и добре приета обиколка „Worldwide Kiss Convention Tour“. Той включва целодневни събития, включващи демонстрации на костюми, инструменти и сувенири; Изпълнения на групи на песни на Кис; Стоки с марка Кис от всеки етап от кариерата на групата. Групата се появява на живо на събирания, провежда срещи за въпроси и отговори, подписва автографи и извършва двучасов акустичен сет, съставен предимно от спонтанни фен искания. На първата дата в САЩ (17 юни 1995 г.), Крис се появява на сцената с Кис, за да пее „Hard Luck Woman“ и „Nothin' to Lose“. Това е първият път, когато Крис изпълнява публично с групата от почти 16 години.
На 9 август 1995 г. Кис се присъединява към група музиканти, за да участва в „MTV Unplugged“. Групата се свързва с Крис и Фрели и ги кани да участват в събитието. И двамата се присъединяват към Кис на сцената за няколко песни в края на шоуто: „Beth“, „2000 Man“, „Nothin 'to Lose“ и „Rock and Roll All Nite“. Представянето им на „Unplugged“ започва спекулации, че е възможно да се събере отново оригиналният състав на Кис. През седмиците след концерта „Unplugged“ обаче, групата (заедно с Кулик и Сингър) се завръща в студиото за първи път от три години, за да запише наследник на „Revenge“. „Carnival of Souls: The Final Sessions“ е завършен през февруари 1996 г., но издаването му се забавя почти две години. Буутлей копията на албума се разпространяват широко сред феновете.
Докато Кис продължава да съществува като Симънс, Стенли, Кулик и Сингър, подготовката за обединение на оригиналния състав започва. Тези усилия завършват с публично събитие, което е толкова драматично за всеки от групата, колкото свалянето на маските им през 1983 г. по MTV.

### Събиране(1996 – 2001)
„Знаете как са наградите Грами, всички са праведни с костюми. Всички изглеждат уморени. Няма изненади. Това ни омръзна. Нуждаем се от нещо различно, нещо ново, трябва да шокираме хората ... така, че нека шокираме хората!“
—Тупак Шакур
С това изявление на 28 февруари 1996 г. Тупак Шакур представя оригиналният състав на Кис, в пълен грим и костюми от времето на „Love Gun“ (1977), на 38-те годишни награди Грами. На 16 април групата провежда пресконференция на борда на „USS Intrepid“ в Ню Йорк, където обявява плановете си за пълноправно турне с помощта на новия мениджър Док Макгний. Конференцията, организирана от Конан О'Брайън е представена в 58 държави. На 20 април близо 40 000 билета за първото шоу на турнето се продават за 47 минути.
Първият концерт с участието на новосъбраните Кис е едночасово шоу на 15 юни за годишния „KROQ Weenie Roast“ в Ървайн, Калифорния, по време на което групата почти запалва сцената на амфитеатъра „Irvine Meadows“. На 28 юни, турнето „Kiss Alive / Worldwide“ започва на стадион „Тигър“ в Детройт, пред 39 867 почитатели. Турнето продължава със 192 шоута в течение на една година и спечелва $ 43.6 милиона, което прави Кис най-доходоносна концертна група за 1996 г. Средната посещаемост е от 13 737 зрители, и е най-високата в историята на групата.
През септември 1998 г. събраната група издава „Psycho Circus“. Въпреки че това е първият албум с оригиналния състав от „Dynasty“ от 1979 г., приносът на Фрели и Крис е минимален. Докато снимките на Фрели и Крис са представени на видно място в албума, по-голямата част от водещите китарни произведения по-късно се оказват изпълнени от бъдещия член на групата Томи Тайър. Бившият член Кулик се появява в интрото на песента „Within“. Повечето барабани са обработени от сесийния музикант Кевин Валънтайн. Независимо от противоречията, албумът постига №3 в чарта, най-високата позиция за албум на Кис, до „Sonic Boom“, който дебютира на второ място през 2009 г. Заглавната песен получава номинация за Грами за „най-добро хардрок изпълнение“. „Psycho Circus Tour“ започва през 1998 г. на стадион „Доджър“ в Лос Анджелис. Това турне се оказва още един успех и е историческо, тъй като е първото, което някога включва 3D визуализации в сценично шоу.
На 11 август 1999 г. Кис са включени в Холивудската алея на славата. На 13 август е премиерата на филма Детройт Рок Сити, с участието на Едуард Фурлонг. Действието се развива през 1978 г. и се фокусира върху четирима тийнейджъри, готови да направят всичко, за да се сдобият с билети за разпродаден концерт на Кис в Детройт.
Следващия месец групата работи съвместно с World Championship Wrestling, за да продуцира Кис-повлиян кечист, известен като Демонът, чието лице е нарисувано така, че да прилича на грима на Симънс. Групата изпълнява „God of Thunder“ на живо на WCW Monday Nitro, при дебюта на героя. Групата получава $ 500 000 за тази една нощ, когато свири една песен. Според кечиста Дийн Маленко, тяхното участие е било с най-ниско оцененото Nitro. Героят просъществува за кратко и всички връзки с Кис са отрязани от WCW, когато шефът, Ерик Бишоф е освободен от задълженията си през септември същата година.
Кис обявява в началото на 2000 г., че през лятото ще започне „Farewell Tour“ в САЩ. Турнето започва на 12 март 2000 г. Групата бързо добавя още дати към турнето, което продължава до април 2001 г. През 2000 г. се появява и компютърната игра „Kiss: Psycho Circus: The Nightmare Child“, базирана на комиксите „Kiss: Psycho Circus“ от Todd McFarlane Productions.

### Ново разделяне(2001 – 2008)
В навечерието на японската и австралийската част „Farewell Tour“ на 31 януари 2001 г., Крис изненадващо напуска групата отново, защото той и групата не могат да се договорят за заплатата му. Неговото място заема предишният барабанист на Кис, Ерик Сингър, който в ход, който е спорен сред дългогодишните фенове, приема сценичният образ на Човекът-котка на Крис.
Предполага се, че групата ще се пенсионира в началото на 2001 г. През ноември обаче е издадена колекция, обхващаща цялата им кариера, озаглавена „The Box Set“, състояща се от 94 парчета в пет компакт диска, а през лятото е пуснат може би най-нетипичното нещо с марка Кис – ковчег. При представянето му, Симънс казва: „Обичам да живея, но това прави алтернативата доста хубава“.
На 4 декември 2001 г., Кис са сред отличените в Националната академия за записване на изкуствата и науките („The Recording Academy“) на церемонията по връчването на наградите „Heroes“ в „NARAS New York Chapter“.
Около Кис е сравнително тихо през останалата част от годината, но 2002 г. започва със спор, тъй като Симънс участва в спорно интервю за националното обществено радио с водещ Тери Грос. През февруари 2002 г. Кис (със Сингър на барабаните и Фрели на соло китарата) изпълнява по време на церемонията по закриването на Зимните олимпийски игри през 2002 г. в Солт Лейк Сити, Юта. Това е последното участие на Фрели като член на Кис.
На 6 март 2002 г. Кис свири на частен концерт в курорт в Трилоуни, Ямайка. Фрели, който вече няма договор, не участва с групата. Той е заменен от Тайър, който облича костюма и слага грима на Фрели. През този месец бандата се снима в епизод на американския сериал „Шеметни години“. Епизодът „The Kiss's Show“ е излъчен през август 2002 г.
През февруари 2003 г., Кис излиза в Австралия и записва „Kiss Symphony: Alive IV“ с Мелбърнския симфоничен оркестър на стадион „Etihad“ (тогава известен като „Telstra Dome“) в Мелбърн. Тайър отново заменя Фрейли, докато Крис се връща в групата. Този албум е първият издаден от Sanctuary Records, който по-късно е продаден на Universal Music Group – собственици на останалата част от каталога на Кис.
Въпреки твърденията, направени преди „Farewell Tour“, че ще бъде последното за групата, Кис обявява турне заедно с Aerosmith през 2003 г. Фрели заявява, че заминаването му от групата е постоянно, и че той вярва, че то ще бъде последно, и че не иска да подгрява за Aerosmith. Той е заменен от Тайър за постоянно, тъй като Кис се премества в пост-реюнионска фаза, в която групата оформя нов състав, който трайно представя Тайър като „Космическият човек“ и Сингър като „Човекът-котка“. На това турне, все още с участието на Крис, групата представя пакета „Платинен“, като най-скъпите пакети струват $ 1000. Този пакет включва място на първите пет реда, среща и поздрав с Кис след изпълнение и снимка с групата. Турнето печели повече от 64 милиона долара през 2003 г., което се нарежда на седмо място за годината.
Симънс и Стенли не подновяват договора на Крис, когато той изтича през март 2004 г. Крис, на своя уебсайт, заявява, че „никой никога не е потърсил или моят адвокат за удължаване за бъдещо пътуване. Намирам това за неуважително към мен като член основател и за феновете, които са ни направили една от най-големите групи в света“. Крис заявява в радио интервю през 2004 г. с Еди Трън, че Симънс и Стенли ще започнат нов Кис, и чувства, че става твърде стар за да свири на барабаните в продължение на два часа (Крис е почти на 59 тогава).
През лятото на 2004 г. Кис поставя началото на световно турне на „Rock The Nation 2004“, с Poison като съпорт. Турнето завършва през август с разпродадено шоу в Мексико Сити. Избрани дати на турнето са заснети за „Rock the Nation Live!“. Концертно DVD е издадено на 13 декември 2005 г. Стенли, който изпитва нарастващи трудности с бедрата си, има ограничени възможности по време на турнето. Той вече е извършил две хирургични операции, с още такива за в бъдеще.
След приключването на „Rock The Nation Tour“, Кис се представя само спорадично за няколко години. Групата изнася две шоута през 2005 г., и още шест през 2006 г. Четири от концертите през 2006 г. са през юли в Япония, включително две дати (22 и 23 юли) на „Udo Music Festival 2006“. Кис свири на четири концерта през юли 2007 г., три от които са наречени „Hit 'N Run Tour“. Преди последното шоу на 27 юли, Стенли е хоспитализиран с изключително бързо сърцебиене. В негово отсъствие, Кис свири като трио за първи път от 1982 г. насам. Това е първият концерт на Кис, който Стенли пропуска за 34 години с групата.
Кис (заедно с Queen, Def Leppard и Judas Priest) са наградени на „VH1 Rock Honors“, проведено на 25 май 2006 г. в Лас Вегас. На 9 април 2006 г. Асошиейтед прес обявява събитието като казва: „Изглежда, че Залата на славата на рокендрола ще има конкуренция.“ Трибют банда, състояща се от Роб Зомби (вокали), Слаш (китара), Скот Ян (бас) и членовете на Супернова, Томи Лий (барабани) и Гилби Кларк (китара), изпълняват „God of Thunder“ с Фрели.
През юни 2006 г. Симънс и Стенли присъстват на откриването на Кис кафене в Миртъл Бийч, Южна Каролина. На 15 октомври 2006 г. Симънс, Стенли и Крис са включени в Музикалната зала на славата в Лонг Айлънд, заедно с изпълнители като Нийл Даймънд, Били Джоел, Луис Армстронг, Ramones и Тони Бенет.
Стенли издава втория си солов албум „Live to Win“ на 24 октомври 2006 г. и предприема кратко соло турне в негова подкрепа. На 31 октомври същата година групата пуска „Kissology Volume One: 1974-1977“, първият от 10-те възможни DVD комплекта, включващи пълни концертни записи, интервюта и клипове, които никога не са пускани. До януари 2007 г. комплектът е сертифициран 5 пъти платинен в САЩ. Втори том е издаден на 14 август 2007 г. Той е сертифициран 6 пъти платинен от RIAA на 24 октомври. „Kissology Volume Three: 1992–2000“ е издаден на 18 декември 2007 г. и е сертифициран 8 пъти платинен. Стенли настоява, че има и по-големи бокс сетове по време на интервю с норвежка телевизия, през лятото на 2008 г., но не са предоставени подробности.
През април 2007 г. трагедия застига отново Кис. Бившият китарист Марк Сент Джон умира от мозъчна хеморагия на 51-годишна възраст. След като е принуден да напусне Кис през 1984 г., Джон формира краткотрайната глем метъл група White Tiger. През 1990 г. той за кратко си сътрудничи с Крис в група, наречена Keep, която изпълнява само веднъж и не издава записи. Джон до голяма степен се отказва от концерти в последните си години, но прави изяви на събирания на фенове на Кис.
Въпреки че от 1999 – 2000 г. насам Кис има право да се включи в Залата на славата на рокендрола (чиито правила гласят, че даден изпълнител може да бъде включен 25 години след първия му издаден албум), те не са номинирани до 2009 г. и не са включени до 2014 г. Това не се харесва на някои фенове, а Стенли и Симънс твърдят, че е безсмислено за тях. Въпреки това, група от около 200 почитатели на Кис правят протест пред Залата на славата в Кливланд на 5 август 2006 г. Това е първата известна организирана демонстрация, която се опитва да вкара група в залата. На 15 декември 2009 г. е обявено, че Кис няма да бъдат сред новите членове на залата за 2010 г.
През 2007 г. нова серия от комикси с участието на групата е издадена от Kiss Comics Group в сътрудничество с Platinum Studios. Заглавието е „Kiss 4K: Legends Never Die“, а първият брой е публикуван както в стандартен размер, така и в гигантска версия 1.5' x 2.5' „Destroyer edition“.
Групата вдига темпото си през 2008 г., като се захваща за първо турне в Европа от почти десетилетие. На 30 януари 2008 г. Стенли потвърждава, че Кис ще стартира „Kiss Alive/35 World Tour“, свирейки в зали и стадиони в Европа, Австралия и Нова Зеландия. На 16 март 2008 г. Кис закрива Гран при на Австралия в Мелбърн, Бризбейн и Сидни, които са част от това турне. Кис свири на двудневния фестивал „Rock2Wgtn“, проведен в Уелингтън, Нова Зеландия на 22 и 23 март 2008 г. Фестивалът включва и Ози Озбърн, Whitesnake, Poison, Алис Купър, Lordi, Sonic Altar и Symphony of Screams, със специални ефекти, предоставени от WETA Workshop. На 16 май 2008 г. групата е за първи път в България.
През лятото на 2008 г. Кис оглавява фестивали, както и на собствени концерти и свири пред рекордна аудитория от около 400 000 души. На 28 юни Кис оглавява „Graspop Metal“ в Дезел, Белгия. Това е последното шоу от европейската част на турнето „Kiss Alive / 35“. През септември 2008 г. Симънс и Стенли потвърждават слуховете, че „Kiss Alive / 35“ ще продължи с обиколки на Северна Америка в началото на 2009 г., както и в Южна Америка. Последното турне включва концерт на 5 април в Аржентина, 7 и 8 в Бразилия, 14 в Перу (първото шоу на Кис в Перу) и други концерти във Венецуела и Чили. Това лято, Кис се завръща в Северна Америка, за да продължи, започвайки на 18 юли в Халифакс, Нова Скотия.

### „Sonic Boom“ и „Monster“(2008 – 2012)
Повече от 10 години след последния си студиен албум, и след години отричане, че някога ще направят нов албум, Стенли и Симънс променят мнението си. През ноември 2008 г. Стенли заявява пред рок фотографът Рос Полин, че се работи по нов албум на Кис. Самият Стенли е продуцентът, а албумът ще има „седемдесеттарски звук“. По-късно същият месец, Симънс и Стенли публично потвърждават информацията за нов албум на Кис:

Имаме 4 записани мелодии. Ако сте фен на нашите неща от около 1977 г., ще се почувствате като у дома си. Всички ние сме се заели с написването в същия дух, какъвто някога сме имали – без грижи в света и без външни автори. Нищо, което да доказваме на някого. Просто правим това, което идва естествено. Пренебрегвайки модата, тенденциите и с личен обет от всички нас: без рапиране. Има много хора там, които правят това, и не се нуждаят от четирима момчета, които се преструват, че са от квартала. Освен това, не съм сигурен как правилно се произнася „к'во стаа“. Ще се видим там ... Или може би по-късно!

Групата има поява на „American Idol“ през май 2009 г., изпълнявайки „Detroit Rock City“ и „Rock and Roll All Nite“ с Адам Ламбърт.
През юли 2009 г. Стенли обявява датата за пускане на новия албум – 6 октомври 2009 г., а той е озаглавен „Sonic Boom“. Включва компактдиск с нови материали, презаписани версии на известни хитове на Кис и на живо, записани в Буенос Айрес, Аржентина. „Modern Day Delilah“ е обявен и пуснат по радиото като водещ сингъл от „Sonic Boom“ на 19 август 2009 г. Песента е първи сингъл на Кис от 11 години, след „You Wanted the Best“ от 1998 г. Благодарение на ранните ревюта на албума, песента получава положителна оценка както от критиците, така и от феновете и е сравнена с работата на групата през 1970-те. В подкрепа на новия албум, Кис се появява на живо в „Late Show“ с Дейвид Летърман на 6 октомври 2009 г., и при „Jimmy Kimmel Live!“ на 7 октомври 2009 г. „Sonic Boom“ дебютира под номер 2 в Billboard 200, продавайки 108 000 копия в първата си седмица на пускане на пазара. На 23 септември 2009 г. Кис са номинирани за място в Рокендрол залата на славата, но не са включени.
На 25 септември 2009 г., „Kiss Alive / 35 North American Tour“ започва в „Cobo Hall“ в Детройт. Двете нощи са заснети за бъдещо издаване на DVD. Това са последните концерти на групата там, тъй като мястото е затворено в рамките на обновяването на „Cobo Center“.
Кис оглавява „Voodoo Experience 2009“, проведен в „City Park“ в Ню Орлиънс, Луизиана на Хелоуин вечер.
По време на представлението си в „MTS Center“ на 9 ноември 2009 г. в Уинипег, Манитоба, един от осветителните фенери, се подпалва от пирото. По време на петте минути, необходими за гасене на огъня, бандата свири „Firehouse“. Никой не е наранен и шоуто продължава по график.
Кис стартира европейското издание на турнето „Sonic Boom Over Europe“ през май 2010 г. Трагедия удря Кис за трети път, когато бившият им мениджър Аукоин умира от рак на 28 юни 2010 г. на 66-годишна възраст. Стенли и Симънс го наричат петият член на Кис. Турнето включва първите им шоута във Великобритания от 11 години и първото им посещение в Словакия. Кис по-късно свири на две дати в американските градове Шайен, Уайоминг и щатския панаир в Северна Дакота в Минот през юли 2010 г. На 23 юли Кис стартира „The Hottest Show on Earth Tour“ в САЩ. Групата свири на многобройни шоута в САЩ, Канада и Мексико.
На 13 април 2011 г. Кис започва записване на нов албум, който да бъде пуснат по-късно през годината. Симънс заявява, че албумът „ще бъде следващата стъпка след „Sonic Boom“. Много подобен – силни рок песни, няма балади, клавири, нищо – просто рок“. Групата също използва стара аналогова техника, вместо повечето популярни устройства за цифров запис. Симънс казва: „Технологията е съблазнителна кучка, тя ще ви съблазни. Вие натискате този бутон, не е нужно да правите нищо. Но аналогията е любовта на живота ви“.
През март 2011 г., докато посещава Израел, Симънс съобщава, че има намерение да доведе Кис в тази страна. Кис прекарва лятото на 2011 г. в САЩ и Канада, където посещава градове, в които не са свирили отдавна. Това е наречено „Lost Cities Tour“.
На 21 август 2011 г. на сайта на групата е обявено, че следващият албум ще бъде наречен „Monster“. „Monster“ първоначално е обявен за пускане през есента на 2011 г., но след това е забавен до януари 2012 г. и отново до юни-юли 2012 г., с официално пускане през октомври 2012 г.
„Monster Mini Golf“ е открит от Кис през март 2012 г. в Лас Вегас. На 20 март 2012 г. се състои пресконференция за обявяване на лятно северноамериканско турне, наречено „The Tour“, заедно с Mötley Crüe. Турнето започва на 20 юли и завършва на 1 октомври.
Новият сингъл „Hell or Hallelujah“ е издаден в международен мащаб на 2 юли 2012 г., а на 3 юли в Северна Америка. „Monster“ излиза на 9 октомври 2012 г. в Северна Америка, като дебютира в Топ 3 на САЩ и Топ 10 в много страни.
Кис завършва „Monster Tour“ на 7 ноември 2012 г. в Буенос Айрес, Аржентина на стадион „Ел Монументал“ и продължава с шест дати в Сантяго, Асунсион, Порто Алегре, Сао Пауло и Рио де Жанейро до 18 ноември. Австралийската част започва на 28 февруари 2013 г. в Пърт в „Пърт арена“ и продължава до 16 март в Макей. Към тях се присъединяват Mötley Crüe, Thin Lizzy и Diva Demolition. Групата обикаля Европа и Канада с няколко американски дати през юни до август, а след това и в Япония през октомври.

### 40 години и Зала на славата
На 16 октомври 2013 г. Кис отново е с номинация за Рокендрол зала на славата и впоследствие са обявени за включени на 17 декември.
На 15 август 2013 г. е обявено, че Кис са закупили дял от франчайз за разширяване на Arena Football League, като ще започнат да свирят в „Honda Center“ в Анахайм, Калифорния през 2014 г. Симънс, Стенли и Макгний съвместно са собственици на футболен отбор, наречен Los Angeles Kiss. Както Симънс, така и Стенли са известни фенове на AFL. LA Kiss предлага на футболиста свободен агент Тим Тебоу договор да се присъедини към отбора и да играе в AFL, но той не се съгласява. Отборът е закрит през 2016 г.
На 17 март 2014 г. Кис обявява турне заедно с Def Leppard. След като Симънс е на турне с Джо Елиът в Южна Америка, двамата обсъждат възможността групите им да работят заедно. От 23 юни до 31 август 2014 г. групите свирят в 42 града, като долар от всеки билет е дарен на военни благотворителни организации като Wounded Warrior Project.
За първи път в 41-годишната история на групата, Кис присъства на корицата на списание „Rolling Stone“ от 10 април 2014 г. (брой 1206).
На 10 април 2014 г. Кис са въведени в залата на славата на рокендрола. Макар музикантите да не свирят, оригиналните четирима членове (Симънс, Стенли, Фрели и Крис) се появяват на 29-ата церемония в Бруклин, за да приемат своята чест.
На 28 януари 2015 г. Кис пуска сингъл в сътрудничество с японската женска група Момоиро Кловър Z, озаглавен „Yume no Ukiyo ni Saite Mi na“. Това е първият път, когато Кис издава запис в сътрудничество с друг изпълнител. В Япония той е издаден физически в две версии: „Momoiro Clover Z Edition“ (на CD и Blu-ray) и „Kiss Edition“ (само на CD).
Преди съвместната работа, членовете на Кис гледат концертни клипове на Момоиро Кловър Z. Стенли по-късно коментира по време на интервю:
„Специално шоу! Голяма хореография! Музика, която никога преди не сме чували. Казахме: Това е нещо, което можем да направим! Някой каза: Кис, защо го правите? Защото можем! Това са два свята, които се събират, правят нещо невероятно.“
На 15 септември 2015 г. RIAA съобщава, че групата е спечелила повече златни записи, от която и да е друга американска група в 63-годишната история на асоциацията, с общо 30 златни награди за албуми (включително и соловите албуми на групата през 1978 г.). Кари Шърман, главен изпълнителен директор на RIAA и председател, коментира:
„Какво уникално постижение за трайна банда. Четиридесет години по-късно и групата все още свири. Поздравления за Кис за техния златен албум и продължаване на успехите“.
През 2016 г. Кис обявява лятно турне, озаглавено „Tour Freedom to Rock“, за по-малко посещаваните градове и по-малките места. Турнето се провежда през цялото лято.
На 13 декември 2016 г. Кис свири по време на финала на 11-и сезон на „The Voice“.
Има и противоречиви истории за това дали Кис ще записва друг албум или не. Симънс казва „да“ в интервюта, като казва, че има песни, написани и подредени за нов албум. Стенли и Тайър оспорват това и казват, че не обещават да направят такъв и че групата може да се продължава напред без нова музика.

## Състав
| Настоящи членове - Пол Стенли – вокали и ритъм китара (от 1973 г.) - Джийн Симънс – бас (от 1973 г.) - Томи Тайър – соло китара (от 2002 г.) - Ерик Сингър – барабани (1991 – 1996, 2001 – 2002 и от 2004 г.) |  | Предишни членове - Ейс Фрели – соло китара (1973 – 1982, 1996 – 2002) - Питър Крис – барабани (1973 – 1980, 1996 – 2000, 2002 – 2004) - Ерик Кар – барабани (1980 – 1991) - Вини Винсънт – соло китара (1982 – 1984) - Марк Сент Джон – соло китара (1984) - Брус Кулик – соло китара (1984 – 1996) |

## Маски
„Трябваше да минем през мъчения, за да усъвършенстваме процеса на поставянето“, признава Стенли през 1996 г.: „Мога да си спомня много пъти, когато се заслепявах с черен грим... В началото бялото беше от цинков оксид, който можете да си купите във всяка аптека. Ние не знаехме какво правим, ние просто искахме бели лица... и цинковият оксид беше по-добър от бялата боя. В крайна сметка успяхме да стигнем до това, което се нарича клоунско бяло. Единственият път, когато имаме проблеми, е в ситуации на изключителна топлина. Спомням си, че на концерт, когато беше толкова горещо и влажно, че гримът буквално се разтапяше от лицата ни. Между песните бягахме зад сцената, за да си слагаме още клоунско бяло!“
- Звездното дете – 
Пол Стенли
- Демонът – 
Джийн Симънс
- Космическият човек – 
Ейс Фрели, 
Томи Тайър
- Човекът-котка – 
Питър Крис,
 Ерик Сингър
- Лисицата – 
Ерик Кар
- Анкх войнът – 
Вини Винсънт

Сент Джон и Кулик са членове на Кис само през периода, в който членовете на групата не носят грим. Четирите оригинални дизайни на грима са регистрирани в Службата за патенти и търговски марки на САЩ, правата за собственост и лицензиране, са притежавани от Симънс и Стенли.

## Хитове
Някои от най-известните песни на групата са „Detroit Rock City“, „Love Gun“, „Forever“, „Black Diamond“, „Strutter“, „Shout It Loud“, „I Was Made For Loving You“, „Lick It Up“, „God Gave Rock And Roll To You“, „Rock And Roll All Nite“, „God Of Thunder“, „Psycho Circus“, „Shock Me“, „Deuce“, „Let Me Go“, „Rock 'n' Roll“, „Beth“, „Going Blind“, „Sure Know Something“, „Do You Love Me“, „Nothin' To Lose“, „Reason To Live“.
Освен че се превръщат в хитове, те определят рок звученето и имиджа на много групи за напред.

## Дискография

### Студийни албуми
- „Kiss“ (1974)
- „Hotter Than Hell“ (1974)
- „Dressed to Kill“ (1975)
- „Destroyer“ (1976)
- „Rock and Roll Over“ (1976)
- „Love Gun“ (1977)
- „Gene Simmons“ (1978)
- „Ace Frehley“ (1978)
- „Peter Criss“ (1978)
- „Paul Stanley“ (1978)
- „Dynasty“ (1979)
- „Unmasked“ (1980)
- „Music from "The Elder"“ (1981)
- „Creatures of the Night“ (1982)
- „Lick It Up“ (1983)
- „Animalize“ (1984)
- „Asylum“ (1985)
- „Crazy Nights“ (1987)
- „Hot in the Shade“ (1989)
- „Revenge“ (1992)
- „Carnival of Souls: The Final Sessions“ (1997)
- „Psycho Circus“ (1998)
- „Sonic Boom“ (2009)
- „Monster“ (2012)

## Кис в България
- 16 май 2008, София – Стадион „Академик“